# Ministerio de Salud (Panamá)
El Ministerio de Salud de Panamá (MINSA) es un ministerio de la República de Panamá que forma parte del Órgano Ejecutivo. Esta institución se encarga de la salud y el bienestar de la población panameña y de la situación sanitaria en general del país. El ministerio se creó el 15 de enero de 1969 por medio del Decreto de Gabinete N.º 1.

## Misión
La misión del Ministerio de Salud de Panamá (MINSA), es garantizar el acceso integral de la atención a toda la población por medio de los servicios de salud pública, basado en  el desarrollo de las funciones de gestión, rectoría y transformación, en la estrategia de atención primaria.

## Ubicación
El Ministerio de Salud de Panamá tiene su ubicación o sede principal en el Hospital Gorgas, en el corregimiento de Ancón en la capital de Panamá, Ciudad de Panamá. Anteriormente donde esta la actual sede del ministerio de salud, el Hospital Gorgas, estuvo bajo jurisdicción del Ejército de Estados Unidos durante casi todo el siglo XX, como parte de los Tratados Torrijos-Carter, paso posteriormente a estar bajo jurisdicción de Panamá. Desde octubre de 1999, ha sido la sede del Ministerio de Salud.

## Regiones de Salud
El Ministerio de Salud de Panamá esta organizado por regiones de salud en todo el territorio panameño:
| Región de Salud                                     |
| --------------------------------------------------- |
| Región Metropolitana                                |
| Región de Panamá Oeste                              |
| Región de Panamá Este                               |
| Región de Panamá Norte                              |
| Región de San Miguelito                             |
| Región del Distrito de Arraiján                     |
| Región de Colón                                     |
| Región de Coclé                                     |
| Región de Darién y Comarca Emberá Waunán y Wargandí |
| Región de Veraguas                                  |
| Región de Herrera                                   |
| Región de la Comarca Kuna Yala                      |
| Región de la Comarca Ngabe Buglé                    |
| Región de Chiriquí                                  |
| Región de Bocas del Toro                            |
| Región de Los Santos                                |

## Autoridades
Las Autoridades principales del Ministerio de Salud de Panamá, son el Ministro de Salud, el Vice Ministro de Salud y la Secretaría General de Salud.

## Estructura
El Ministerio de Salud de Panamá tiene direcciones para su mejor organización:
- Dirección de Administración

- Dirección de Administración de Proyectos Especiales
- Dirección de Finanzas
- Dirección de Recursos Humanos
- Dirección General de Salud Pública
- Dirección de Infraestructura de Salud
- Dirección de Promoción de la Salud
- Dirección de Asuntos Sanitarios Indígenas
- Dirección del Subsector de Agua Potable y Alcantarillado Sanitario
- Dirección de Provisión de Servicios de Salud
- Dirección Nacional de Farmacia y Drogas
- Dirección de Planificación de Salud
- Dirección Nacional de Dispositivos Médicos